# American Auto
American Auto är en amerikansk situationskomediserie av Justin Spitzer som hade premiär på NBC den 13 december 2021. Serien hade svensk premiär på Cmore den 7 juni 2022.

## Handling
TV-serien kretsar kring den fiktiva amerikanska biltillverkaren Payne Motors i Detroit som efter hundra år av manliga VD:s från ägarfamiljen Payne får sin första kvinna som VD, Katherine Hastings. Hastings har sin bakgrund inom läkemedelsbranschen och verkar inte veta något om fordonsindustrin när hon börjar på sin nya post. I TV-serien får tittaren följa Hastings och hennes närmaste medarbetare när dessa tar sig an de utmaningar som gör sig gällande för hos en av USA:s större biltillverkare.

## Rollista (i urval)[6]
- Ana Gasteyer – Katherine Hastings, Payne Motors nya VD.
- Harriet Dyer – Sadie Ryan, bolagets kommunikationschef.
- Jon Barinholtz – Wesley Payne, arvtagare till bolagets grundare som blev förbisedd som ny VD.
- Tye White – Jack Fortin, en fabriksarbetare på bolaget som blir befordrad till ledningsnivå av Hastings.
- Michael Benjamin Washington – Cyrus Knight, Payne Motors chefsdesigner.
- Humphrey Ker –  Elliot, bolagets chefsjurist.
- X Mayo –  Dori, Hastings sekreterare.

## Produktion
Spitzer arbetade med serien ända sedan han slutade som manusförfattare för The Office 2013. Arbetade med serien avstannade under tiden Spitzer arbetade med Superstore, och återupptogs först 2019 efter att Spitzer knutits till Universal Television.
I januari 2020 fick Spitzer i uppdrag av NBC att ta fram ett pilotavsnitt av serien. Ett år senare, i januari 2021 hade NBC beslutat sig för att köpa in en första säsong av serien. Serien hade premiär på NBC i USA den 13 december 2021. Serien hade svensk premiär på Cmore den 7 juni 2022.
NBC annonserade i maj 2022 att de beställt en andra säsong av serien. Seriens andra säsong hade premiär i USA på NBC den 24 januari 2023. I Sverige hade den andra säsongen premiär på Cmore den 4 maj 2023.